# 草江駅
草江駅（くさええき）は、山口県宇部市草江四丁目にある、西日本旅客鉄道（JR西日本）宇部線の駅。

## 歴史
- 1923年（大正12年）8月1日：宇部鉄道の床波駅 - 宇部新川駅間延伸により、同鉄道の停留場として開業[2]。
- 1943年（昭和18年）5月1日：宇部鉄道国有化[2]。同時に停留場から駅に格上げされ[2]、日本国有鉄道宇部東線の駅となる[3]。
- 1948年（昭和23年）2月1日：宇部東線が宇部線に改称され、草江駅もその所属となる[3]。
- 1971年（昭和46年）10月1日：無人駅となる[4]（簡易委託化[5]）。
- 1978年（昭和53年）3月：簡易駅舎に改築[6]。
- 1987年（昭和62年）4月1日：国鉄分割民営化により西日本旅客鉄道が継承[2][3]。
- 2011年（平成23年）11月3日：乗車券発券を受託していた駅前の「西村商店」が閉店し、簡易委託廃止[5]。
- 2017年（平成29年）10月：「JR宇部線利用促進協議会」により駅舎の外壁に動植物をモチーフとしたアートが施される[7]。

## 駅構造

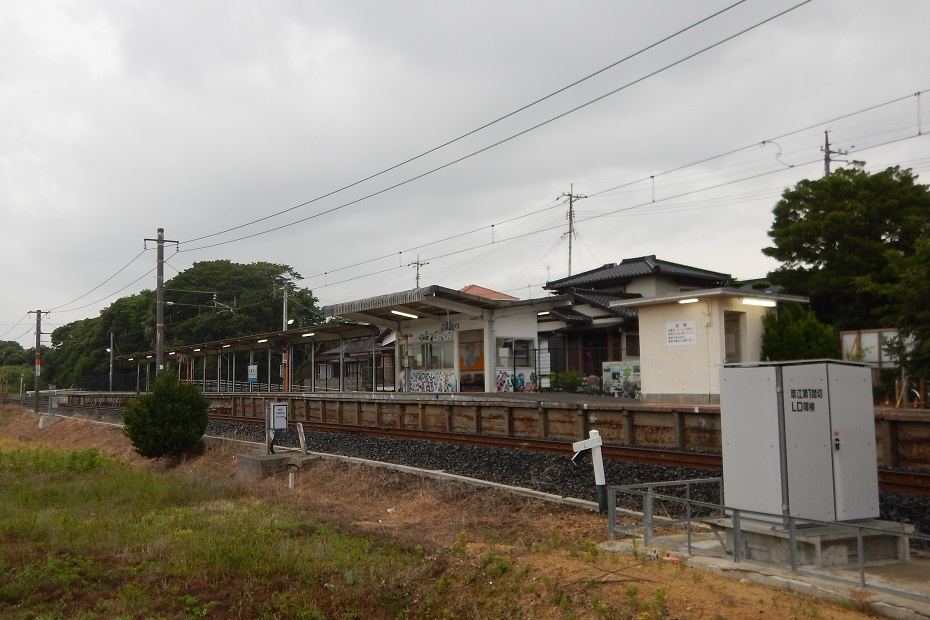
ホーム全景（2019年6月）

宇部新川方面に向かって右側に単式1面1線のホームを持つ地上駅（停留所）。ホームに面して待合室程度の機能を持つ駅舎がある。2009年（平成21年）3月にホーム嵩上げ工事が完了、同時にスロープも取り付けられ、バリアフリーとなった。
宇部新川駅管理の無人駅で、窓口等は設置されていない。かつては駅前の「西村商店」に乗車券（常備券のみ）の発券が委託された簡易委託駅だったが、2011年（平成23年）11月に同商店が営業を終了した。
なお、同商店での乗車券の発券委託の様子はテレビ朝日系のバラエティ番組『ナニコレ珍百景』2010年6月9日OA分において【珍百景No.634】「ないと困る駄菓子屋-駄菓子屋で切符販売」として紹介された。

## 利用状況
1日の平均乗車人員は以下の通りである。
| 乗車人員推移 | 乗車人員推移 |
| 年度         | 1日平均人数  |
| ------------ | ------------ |
| 1999         | 186          |
| 2000         | 162          |
| 2001         | 150          |
| 2002         | 121          |
| 2003         | 115          |
| 2004         | 97           |
| 2005         | 83           |
| 2006         | 84           |
| 2007         | 77           |
| 2008         | 75           |
| 2009         | 81           |
| 2010         | 90           |
| 2011         | 85           |
| 2012         | 83           |
| 2013         | 86           |
| 2014         | 70           |
| 2015         | 88           |
| 2016         | 84           |
| 2017         | 92           |
| 2018         | 95           |
| 2019         | 85           |
| 2020         | 70           |
| 2021         | 75           |
| 2022         | 68           |

## 駅周辺
駅の周辺は田畑と住宅地が混在する。商業施設群は駅裏（約600メートル北側）の国道190号沿いに集中している。
駅周辺の道路は近年まで車両の離合が困難なほど狭かった。このため宇部市では宇部市鍋倉町（居能駅近く）から宇部線北側を並行し、草江駅前を経て山口宇部空港に至る「都市計画道路鍋倉草江線」を基幹道路の一つと位置づけて、拡張工事が実施され2016年3月に工事が完了した。新山口寄り側の道路は片側1車線の快適な道路へと生まれ変わった。同時に同区間を通る草江第1踏切の拡幅工事も完了し大型車の通行制限が解除されている。
- 山口宇部空港（徒歩8分）
- 山口県道220号宇部空港線
- 恩田運動公園
- アルク恩田店
- 宇部則貞郵便局
- 山口銀行則貞支店
- 西中国信用金庫ときわ支店

### 山口宇部空港との関係

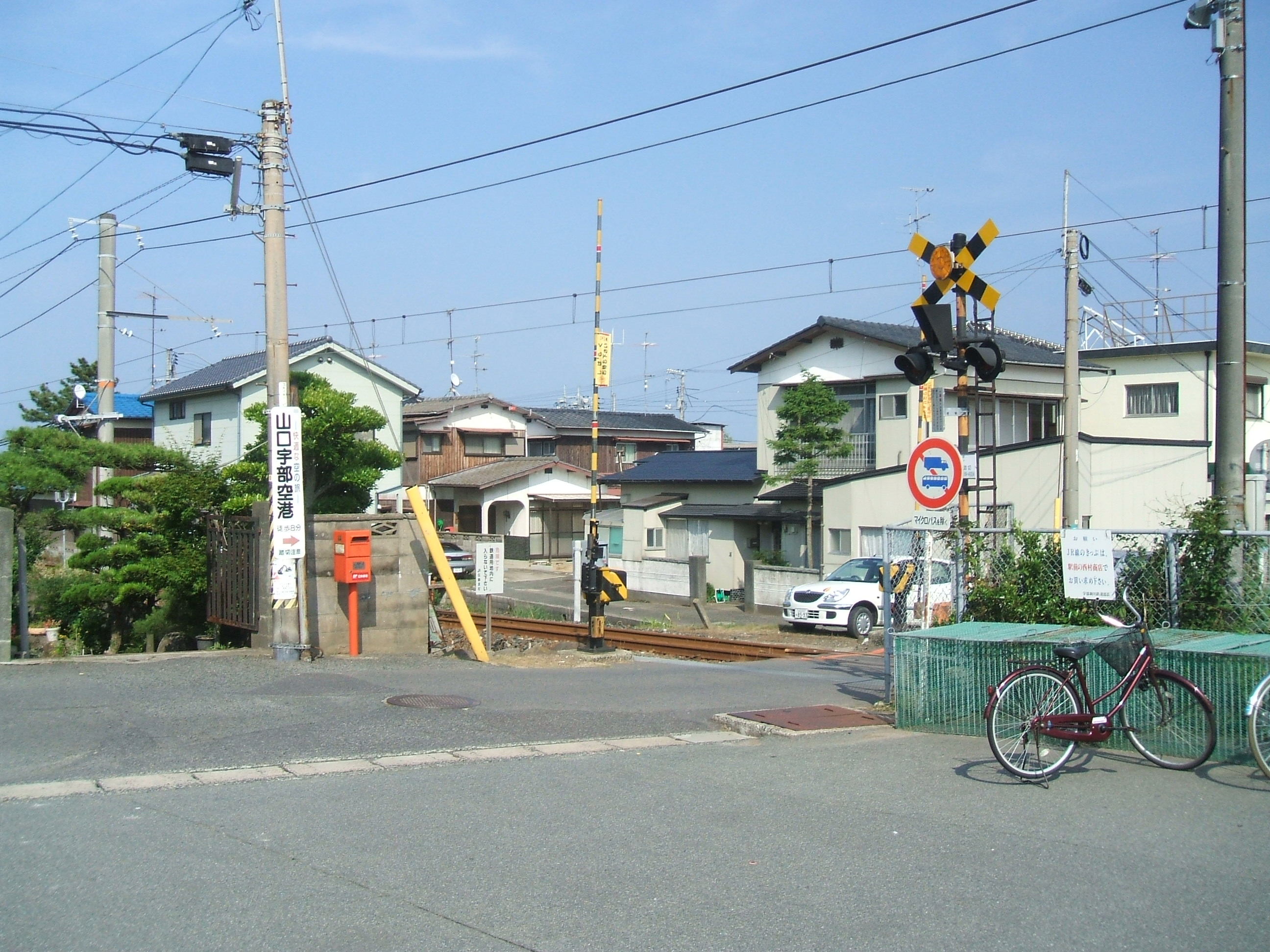
草江駅前の踏切。「山口宇部空港」と案内の書かれた電柱が見える（2008年6月撮影。当時は踏切の幅員が狭かった）

地理的に当駅は山口宇部空港の最寄駅にあたる（400m、徒歩7分）が、鉄道と航空便のダイヤが連携していない。そのため、空港を利用する乗降客は少なく、空港アクセス駅としての機能は低い。
それでも、「JR時刻表」（交通新聞社）に空港の最寄り駅として案内が掲載され、駅にも市が設置した駅周辺の地図にて空港への最寄駅であることを示している他、山口宇部空港でも駅への順路や電車の時刻を案内している。これはかつてのJR西日本境線大篠津駅と米子空港との関係に類似する。

## 隣の駅
西日本旅客鉄道（JR西日本）
■宇部線
常盤駅 - 草江駅 - 宇部岬駅